# Детска ясла
Детска ясла се нарича обществено заведение, осигуряващо помощ в отглеждането на най-малките деца. Детската ясла помага на родителите да се върнат на работа, като минималната възраст за приемане в детска ясла за повечето държави е 3 месеца. Детската ясла се грижи за деца до 3-годишна възраст, след което се посещава детска градина, но за разлика от нея яслите не осигуряват специфично възпитание и обучение, извън елементарните занимания с децата. В яслите се спазва препоръчителен режим, съобразен с невръстната възраст, на хранене, следобеден сън и занимания на открито. В яслите децата се приучават и на ползване на гърне след хранене.

## История
Историята на яслите е свързана с Германия и средата на XIX век, малко след възникването на първите детските градини (отново в Германия). Първоначалната цел е била намаляване на детската смъртност, причинена от недохранване.